# Yoshinori Iimura
Yoshinori Iimura (japanisch 飯村 善則, Iimura Yoshinori; * 4. August 1981 in Obihiro, Hokkaidō) ist ein ehemaliger japanischer Eishockeyspieler, der mit den Nippon Paper Cranes zweimal die Asia League Ice Hockey gewann.

## Karriere
Yoshinori Iimura begann seine Karriere als Eishockeyspieler bei den Nikkō IceBucks, für die er von 2004 bis 2006 in der Asia League Ice Hockey spielte. Anschließend wechselte er zum Ligarivalen Nippon Paper Cranes, mit dem er 2007 und 2009 die Asia League gewinnen konnte. 2013 kehrte er nach Nikkō zurück und spielte bis zu seinem Karriereende 2016 wieder für die IceBucks.

### International
Sein Debüt in der japanischen Nationalmannschaft gab Iimura bei der Weltmeisterschaft 2006, bei der seine Mannschaft in der Gruppe A der Division I antrat. Auch bei den Weltmeisterschaften 2007, 2008, 2009 und 2010 stand er für sein Land in der Division I auf dem Eis.
Bei den Winter-Asienspielen 2007 im chinesischen Changchun konnte er mit der japanischen Mannschaft durch einen 3:2-Erfolg gegen den direkten Konkurrenten Kasachstan die Goldmedaille gewinnen. Zudem nahm er am Qualifikationsturnier für die Olympischen Winterspiele in Vancouver 2010 teil. Beim Deutschland Cup 2007 belegte er mit der japanischen Auswahl den fünften Rang.

## Erfolge und Auszeichnungen
- 2007 Gewinn der Asia League Ice Hockey mit den Nippon Paper Cranes
- 2007 Goldmedaille bei den Winter-Asienspielen 2007 in Changchun
- 2009 Gewinn der Asia League Ice Hockey mit den Nippon Paper Cranes

## Asia-League-Statistik
(Stand: Ende der Saison 2015/16)